# John DeLuca
John DeLuca (Longmeadow, 25 aprile 1986) è un attore e cantante statunitense famoso per aver interpretato Butchy nel film televisivo Disney Teen Beach Movie e nel suo sequel Teen Beach 2 e anche per aver interpretato Anthony nella commedia Estate a Staten Island. Ha anche fatto da guest star insieme a Maia Mitchell in un episodio della serie Jessie e nella serie I maghi di Waverly.

## Biografia

### Inizi
DeLuca è nato a Longmeadow, nel Massachusetts, il maggiore di tre figli maschi. Crescendo, DeLuca divenne un atleta. Durante il suo ultimo anno di liceo, DeLuca decise di fare un provino per il ruolo dello Spaventapasseri nella produzione scolastica de Il mago di Oz. Dopo aver ottenuto la parte, ha deciso di dedicarsi alla recitazione. Si è diplomato alla Longmeadow High School. DeLuca si è laureato alla Fordham University a New York dove si è specializzato in recitazione teatrale.

## Filmografia

### Attore

#### Cinema
- We Made This Movie, regia di Rob Burnett (2012)
- Hemingway, regia di Derek Hockenbrough (2012)
- CABARET: The Musical That Changed Musicals, regia di Gary Leva - cortometraggio (2013)
- It Remains, regia di Andrew Morgan - cortometraggio (2013)
- Estate a Staten Island (Staten Island Summer), regia di Rhys Thomas (2015)
- Chalk It Up, regia di Hisonni Mustafa (2016)
- La magia di Halloween (All Hallows' Eve), regia di Charlie Vaughn (2016)
- Lara Croft Is My Girlfriend, regia di John DeLuca e Marko Germar - cortometraggio (2017)
- Spree, regia di Eugene Kotlyarenko (2020)
- The Boys in the Band, regia di Joe Mantello (2020)
- Donny's Bar Mitzvah, regia di Jonathan Kaufman (2021)

#### Televisione
- 30 Rock – serie TV, 1 episodio (2009) Non accreditato
- Ugly Betty – serie TV, 1 episodio (2009)
- Fuori dal ring (Lights Out) – serie TV, 2 episodi (2011)
- I maghi di Waverly (Wizards of Waverly Place) – serie TV, 1 episodio (2011)
- La vita segreta di una teenager americana (The Secret Life of the American Teenager) – serie TV, 1 episodio (2012)
- Sketchy – serie TV, 1 episodio (2012)
- Zombies and Cheerleaders, regia di Todd Strauss-Schulson – film TV (2012)
- Jessie – serie TV, 1 episodio (2013)
- Teen Beach Movie, regia di Jeffrey Hornaday – film TV (2013)
- Twisted – serie TV, 5 episodi (2013-2014)
- Mamma in un istante (Instant Mom) – serie TV, 1 episodio (2014)
- Teen Beach 2, regia di Jeffrey Hornaday – film TV (2015)
- East Los High – serie TV, 5 episodi (2016)
- Free Period, regia di Zoe Katz – miniserie TV (2016)
- General Hospital – serie TV, 11 episodi (2016)
- Le regole del delitto perfetto (How to Get Away with Murder) – serie TV, 1 episodio (2016)
- Relationship Status – serie TV, 2 episodi (2017)
- Welcome To Daisyland – serie TV, 1 episodio (2019)
- American Horror Story – serie TV, 1 episodio (2019)
- A Merry Christmas Match, regia di Jake Helgren – film TV (2019)
- Nessuna bugia può rimanere nascosta (Killer Dream Home), regia di Jake Helgren – film TV (2020)

### Doppiatore
- Comrade Detective – serie TV, 1 episodio (2017)
- Epic Seven – videogioco (2018) Versione inglese
- Bambini Muppet – serie TV, 1 episodio (2019)
- Mafia: Definitive Edition – videogioco (2020)
- Horizon: Forbidden West – videogioco (2022)

### Regista e sceneggiatore
- Lara Croft Is My Girlfriend, regia di John DeLuca e Marko Germar - cortometraggio (2017)

## Riconoscimenti
- 2015 – Teen Choice Awards[4][5][6]
  - Nomination Choice Music: Song from a Movie or TV Show per Teen Beach 2: Shared with Cast

## Discografia

### Album
| Titolo           | Dettagli                                                                               | Note                                 |
| ---------------- | -------------------------------------------------------------------------------------- | ------------------------------------ |
| Teen Beach Movie | - Pubblicato: 16 luglio 2013 - Etichetta: Walt Disney - Formati: CD, download digitale | - colonna sonora di Teen Beach Movie |
| Teen Beach 2     | - Pubblicato: 23 giugno 2015 - Etichetta: Walt Disney - Formati: CD, download digitale | - colonna sonora di Teen Beach 2     |